# 胡鐸 (弘治進士)
胡鐸（1471年—1536年），字時振，號支湖，浙江承宣布政使司紹興府餘姚縣（今浙江省餘姚縣）人，明朝政治人物。弘治戊午浙江解元，乙丑進士。官至南京太僕寺卿。

## 生平
弘治十一年（1498年）戊午科浙江鄉試第一名（解元）。弘治十八年（1505年）乙丑科進士。選翰林院庶吉士，正德三年（1508年）选授刑科給事中，奉使陕右紀验軍功，出为河東運副。劉瑾死後，復任给事中。正德六年正月，升福建按察司佥事，分巡建宁，十二年正月升福建提學副使。
嘉靖元年（1522年）十月，升任湖廣左參政。大禮議事件中，支持明世宗立生父為皇考，召入京師。二年母亲黄淑人去世丁忧，服阕，补任河南左參政。嘉靖八年（1529年）九月升任湖廣右布政使。嘉靖十年（1531年），改雲南左布政使。嘉靖十二年（1533年）四月，升任順天府府尹，十三年提调甲午科应天府乡试。嘉靖十三年九月因順天府乡试迟误，调任南京太僕寺卿。

## 著作
有《易說》、《典學說約》，另有《支湖文集》20卷。

## 家族
曾祖父胡仲遠、妣李氏；祖父胡宗傑，贈順天府府尹、妣陈氏贈太淑人；父胡克和，贈順天府府尹，母黃氏，累赠太淑人。